# Ханас Володимир Васильович
Володимир Васильович Ханас (нар. 1 січня 1966, с. Дубівці, Тернопільська область) — український історик, краєзнавець, педагог, публіцист, громадський діяч. Член Національної спілки журналістів України (1996). Син Василя Ханаса.

## Життєпис
Володимир Ханас народився 1 січня 1966 року в селі Дубівцях, нині Байковецької громади Тернопільського району Тернопільської области України.
Закінчив Київський торговельно-економічний інститут (1989), магістратуру Тернопільської академії народного господарства (1999, нині Західноукраїнський національний університет), історичний факультет Київського університету (1991—1993, нині національний університет).
Працював: 
- заступником голови Конотопського міського районного товариства «Просвіта» (1989—1990),
- вчителем у Дубівецькій загальноосвітній школі (1990—1993),
- оглядачем, редактором відділу газети «Тернопіль вечірній» (1993—1996),
- головним редактором газет «Заповіт» та «Оазис-експрес» (1996),
- у прес-службі й відділлі зв'язків та інформації Тернопільської міської ради (1991—2001),
- редактором «Вісника Асоціації Нобелівських студій» (від 2002), газети «Академія» (2003—2004),
- заступником директора Західноукраїнської регіональної філії Національної туристичної організації (2004—2006),
- регіональним представником міжнародної коаліції гендерських журналістів «КавкАзія» в Україні та Молдові (2005—2006),
- радником із міжнародних відносин ректора ТЕІПО (від 2006).

Співініціатор проведення «Нобелівських читань», співзасновник кількох громадських організацій (Асоціація нобелівських студій). Співкоординатор коаліції громадської організації «Своє!»
Член редколегій Тернопільського Енциклопедичного Словника, із видання монографічного дослідження «Історія населених пунктів Тернопільського району» (2006).
У 2021 році режисерка Марія Яремчук та співпродюсер Володимир Ханас відзняли документальний фільм «Марія» з циклу «Жива УПА». 8 квітня 2022 року у Львові пройшла прем'єра фільму. 20 жовтня 2022 року покази стрічки відбулись у Києві.
У 2023 році став продюсером документальної стрічки «Барс. Незакінчена справа» (режисер Марія Яремчук).

## Доробок
Автор понад 1000 історико-краєзнавчих публікацій у пресі, статей в енциклопедичних та бібліографічних виданнях. Автор сценаріїв, продюсер документальних фільмів.
Книги:
- «Абетка для Василька» (1995),
- «Історія села Дубівці. Ч. І» (1996),
- «Михайло Грушевський і Конституція Української Народної Республіки» (1996),
- «250 імен на карті Тернопілля. Польсько-українські культурні взаємини» (1996),
- "Хто пожав «Бурю»? (1996),
- «Армія Крайова на Тернопільщинні в 1941—1944 рр.» (1996),
- «Предтеча» (2002),
- «Літературно-мистецька та наукова Тернопільщина. Словник біографій визначних людей Тернопільського району» (2003, опобліковано у газеті «Подільське слово»),
- «Великі Бірки — з глибинни віків до наших днів. Історико-краєзнавчий нарис» (2005, усі співавтор).

### Фільмографія
Художні фільми:
- 2020 — «Червоний. Без лінії фронту» (консультант)

Документальні фільми:
- 2018 — «Прапори» (автор ідеї)
- 2019 — «Музей-скансен черняхівської культури» (автор сценарію і продюсер)
- 2019 — «Шлях до світанку» (реж. Т. Ткаченко, консультант)
- 2020 — «Літопис Тернополя очима містян» (реж. М. Яремчук, продюсер та співавтор сценарію)
- 2020 — «Закоханий в гори», продюсер та співавтор сценарію (Україна-Молдова, спільно із С. Шелест)
- 2021 — «Марія» (документально-ігровий фільм, реж. М. Яремчук, продюсер)
- 2022 — «Гартовані» (керівник документального проекту)
- 2023 — «Росохацька група» (співпродюсер)
- 2023 — «Барс» (реж. М. Яремчук, продюсер)
- 2023 — «Прифронтове життя» (2 серії, реж. М. Яремчук, продюсер)
- 2024 — «Творці без меж» (технічна підтримка)
- 2024 — «Вони дивляться на нас з неба» реж. Т. Скиба, продюсер)

Документальні цикли:
- 2019 — «Шлях до світанку» (реж. Т. Ткаченко, лінійний продюсер)
- 2021 — «Жива УПА (Українська повстанська армія). Тернопільщина» (реж. М. Яремчук, продюсер)
- 2024 — «Народжені, щоб жити» (2 серії, реж. В. Робський, продюсер).

Інші:
- 2019 — «Дубно: погляд крізь століття» (фільм, креативний продюсер стрічки)
- 2022 — відеоуроки «Знання під час війни» (цикл, реж. М. Яремчук, продюсер).
- 2024 — «Синьо-жовта стрічка» (кіномарафон, координатор).

## Відзнаки
- Премія І. Блажкевич (1996).